# نوفاكوفتسي
نوفاكوفتسي (بالبلغارية: Новаковци)‏ قرية تقع إدارياً ضمن مقاطعة غابروفو في بلغاريا. ويبلغ عدد سكانها 140 نسمة حسب تعداد 15 مارس 2015. تعتمد نوفاكوفتسي للبريد على الرمز البريدي 5332.